# 2975 Spahr
2975 Spahr è un asteroide della fascia principale. Scoperto nel 1970, presenta un'orbita caratterizzata da un semiasse maggiore pari a 2,2481803 UA e da un'eccentricità di 0,0945749, inclinata di 6,90105° rispetto all'eclittica.
L'asteroide è dedicato all'astronomo statunitense Timothy B. Spahr.